# Saint-Hilaire-sur-Yerre
Saint-Hilaire-sur-Yerre är en kommun i departementet Eure-et-Loir i regionen Centre-Val de Loire strax norr om centrala Frankrike. Kommunen ligger i kantonen Cloyes-sur-le-Loir som tillhör arrondissementet Châteaudun. År 2018 hade Saint-Hilaire-sur-Yerre 557 invånare.

## Befolkningsutveckling
Antalet invånare i kommunen Saint-Hilaire-sur-Yerre
Referens:INSEE